# Issa ibne Amade Arrazi
Issa ibne Amade Arrazi (em árabe: Isa ibn Ahmad ar-Razi; m. 989) foi um historiador muçulmano que sucedeu o seu pai, Amade Arrazi, em muitas obras e cargos no Califado de Córdova na época do domínio islâmico na Península Ibérica.
Nascido em Córdova, Issa Arrazi era filho do grande historiador de origem persa Amade Arrazi. Discípulo do seu pai, Issa Arrazi tornou-se o novo cronista do califado depois da morte de Ahmad, e terá concluído a sua obra mais famosa, Akhbar Muluk al-Andalus ("Notícias acerca dos Monarcas do Alandalus"). Escreveu ainda obras suas, como Anais Palatinos do Califa de Córdova Aláqueme II, a qual foi usada, anos mais tarde, como referência, por ibne Haiane.
Issa Arrazi faleceu em Córdova, em 989 (ou 379, segundo o calendário islâmico).